# Fort Pezeries
Fort Pezeries, auch Pleinmont Battery, ist ein Küstenfort auf der Halbinsel Pleinmont an der Westspitze der Kanalinsel Guernsey, westlich des Dorfes Torteval.
Bereits seit 1680 gab es an dieser Stelle eine Festung. Im 18. Jahrhundert wurde die Geschützplattform erweitert und Stufen für Musketiere hinzugefügt. Später wurde ein Magazin gebaut und die Brüstung des Forts verstärkt.
1842 war Fort Pezeries verfallen. Heute aber stehen dort wieder drei 18-Pfünder-Kanonen.